# Andreas Grusinski
Andreas Grusinski, auch Andrew Gruz, (* 1984 in Smolensk, Russische Föderation) ist ein deutscher Schauspieler und Stuntman.

## Leben
Andreas Grusinski kam im Mai 1990 mit seiner Familie nach Deutschland, wo die Kleinstadt Nidda im Wetteraukreis/Hessen ihr neuer Lebensort wurde. Als er im Alter von 6 Jahren gemeinsam mit seinem Bruder heimlich den Film Bloodsport mit Jean-Claude Van Damme sah, entstand bei ihm der Wunsch, Schauspieler zu werden. Die Filme van Dammes animierten zum Kampfsport. Beim KKBC in Hungen erlernte er unter der Leitung von Oliver Storck Karate und Kickboxen. Grusinski war mehrmals Internationaler Deutscher Meister in Wettbewerben der World Association of Kickboxing Organizations 2004 gelang ihm mit dem World-Cup-Sieg sein größter Turnierfolg. Grusinski ist außerdem Träger des Schwarzen Gürtels 2. Grades im Kickboxen.
Nach der 12. Klasse verließ er das Gymnasium des Wetteraukreises in Nidda und ging 2004 zunächst zur Bundeswehr.
Andreas Grusinski durchlief anschließend 2006–2007 eine einjährige Ausbildung zum Stuntman bei dem Stunt-Coordinator Michael Mohr bei Movie Park Germany, wo er auch bei Theateraufführungen, Shows und in verschiedenen Filmproduktionen mitwirkte. Nach einem ersten Workshop wurde er sofort für die RTL-Serie Alarm für Cobra 11 – Die Autobahnpolizei verpflichtet und erhielt für anderthalb Jahre die erste Rolle der Stunt-Show im „»Movie Park« Bottrop“.
Anschließend absolvierte er 2007–2011 seine Schauspielausbildung am Schauspiel Zentrum (vormals Deutsches Zentrum für Schauspiel und Film) unter der Leitung von Arved Birnbaum. Theaterengagements hatte er zu Beginn seiner Schauspielkarriere am Gerhart-Hauptmann-Haus in Düsseldorf, an der Bühne der Kulturen in Köln und beim Theater „Das Spielbrett“ in Köln. Mittlerweile arbeitet er ausschließlich für Film und Fernsehen.
Seit 2007 steht Grusinski als Darsteller und Stuntman vor der Kamera. Er wirkte in Kinoproduktionen, Fernsehfilmen, Fernsehserien und in einigen Kurzfilmen mit. Mehrfach übernahm er dabei Charaktere mit russischen oder osteuropäischem Hintergrund; er war in seinen Rollen auch mehrfach in seiner Muttersprache Russisch zu hören.
Im ersten Film der ZDF-Krimireihe Der Taunuskrimi, dem Fernsehfilm Schneewittchen muss sterben (Erstausstrahlung: Februar 2013), hatte er eine Nebenrolle; er spielte Frank Pietsch, ein Mitglied einer dörflichen Freundesclique, der bei einer Gruppenvergewaltigung mitmacht.
Er hatte außerdem Episodenrollen u. a. in den Fernsehserien Alarm für Cobra 11 – Die Autobahnpolizei (2011), Schmidt & Schmitt – Wir ermitteln in jedem Fall (2011; als aus Nowosibirsk stammender Raumpfleger und werdender Vater Boreslav), Ein Fall für zwei (2013; als osteuropäischer Mafioso und Kidnapper Gareli), Koslowski & Haferkamp (2014; als Holger Pester, der sich von seiner Schwester in eine Entführung verwickeln lässt), Lindenstraße (2014) und Der Staatsanwalt (2017).
In der RTL-Serie Alles was zählt hatte er von 2014 bis 2015 eine wiederkehrende Seriennebenrolle als Drogendealer Ruben Jackesch.
Grusinski tritt international auch unter den Namen Andrew Gruz auf. Er lebt in Köln.

## Filmografie (Auswahl)
- 2008: Das Papst-Attentat (Fernsehfilm, Stunt)
- 2008: Der Baader Meinhof Komplex (Kinofilm, Stunt)
- 2009: Inglourious Basterds (Kinofilm, Stunt)
- 2009: Hangtime – Kein leichtes Spiel (Kinofilm)
- 2009: Grenzgänge (Kurzfilm)
- 2010: Simulacrum (Kurzfilm)
- 2010: Im Angesicht des Verbrechens (Fernsehserie)
- 2011: Alarm für Cobra 11 – Die Autobahnpolizei: Bad Bank (Fernsehserie, eine Folge)
- 2011: Schmidt & Schmitt – Wir ermitteln in jedem Fall: Für immer jung (Fernsehserie, eine Folge)
- 2012: Die Jagd nach dem Bernsteinzimmer (Fernsehfilm)
- 2013: Der Taunuskrimi: Schneewittchen muss sterben (Fernsehreihe)
- 2013: Ein Fall für zwei: Adams Sünde (Fernsehserie, eine Folge)
- 2014: Koslowski & Haferkamp: Kleingartenidylle (Fernsehserie, eine Folge)
- 2014: Lindenstraße (Fernsehserie, zwei Folgen)
- 2014–2015: Alles was zählt (Fernsehserie, Serienrolle)
- 2017: Der Staatsanwalt: Liebe und Wut (Fernsehserie, eine Folge)
- 2018: Lindenstraße (Fernsehserie, eine Folge)
- 2019: Der Staatsanwalt: Rätselhafter Überfall (Fernsehserie, eine Folge)
- 2020: Harter Brocken: Die Fälscherin (Fernsehreihe)
- 2023: Tatort: Schutzmaßnahmen (Fernsehreihe)
- 2024: Tatort: Unter Feuer (Fernsehreihe)